# Laniidae
Laniidae ou Laniídeos são uma família de aves passeriformes, constituída por 34 espécies conhecidas como picanços. O grupo ocorre em todos os continentes, excepto na Austrália e América do Sul, em zonas de savana, pradaria e florestas abertas.
Os picanços são aves de pequeno a médio porte, de patas curtas e fortes capazes de transportar algum peso. O seu bico é direito mas a ponta é ligeiramente curva em forma de gancho, tal como nas aves de rapina, reflectindo os seus hábitos alimentares predatórios. As asas são de tamanho médio e arredondadas e a cauda relativamente longa é estreita. A plumagem dos picanços é baça, em tons de castanho, preto e cinzento na maioria das espécies. 
O picanço é uma ave agressiva, que caça pequenos mamíferos e répteis bem como outras aves de pequeno porte. Uma das características do grupo é o hábito de guardarem para mais tarde os restos das suas presas, espetando os corpos em espinhos de árvores e arbustos.
Os picanços são aves solitárias que se reúnem em pares apenas na época de reprodução. Os ninhos, não muito elaborados, são construídos com gravetos e folhas. Cada ninhada tem entre 2 a 8 ovos, incubados num período variável de tempo. As crias recebem os cuidados parentais de ambos os progenitores.

## Géneros
- Corvinella, 1 espécie
- Urolestes ou também Corvinella, 1 espécie
- Eurocephalus, 2 espécies
- Lanius, 30 espécies

## Algumas espécies

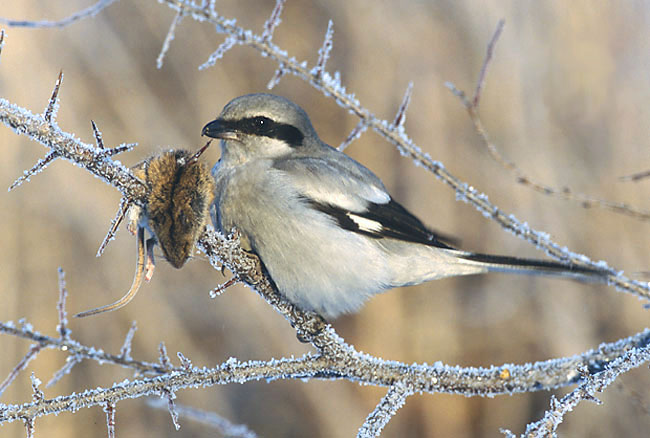
Um picanço-grande e a sua presa.

- Picanço-de-bico-amarelo - Corvinella corvina
- Picanço-castanho - Lanius cristatus
- Picanço-de-dorso-ruivo – Lanius collurio
- Picanço-isabel – Lanius isabellinus
- Picanço-pequeno ou Picanço-de-mascarilha – Lanius minor
- Picanço-americano - Lanius ludovicianus
- Picanço-boreal - Lanius borealis
- Picanço-grande ou Picanço-real-nortenho – Lanius excubitor
- Picanço-real – Lanius meridionalis
- Picanço-de-dorso-cinzento - Lanius excubitoroides
- Picanço-barreteiro – Lanius senator
- Picanço-núbio – Lanius nubicus